# José María Gamboa
José María Gamboa (* 22. März 1856 in Mexiko-Stadt; † 12. September 1911 an Bord des Dampfers Mexico auf dem Weg nach New York City) war ein mexikanischer Botschafter.

## Leben
José María Gamboa war der ältere Bruder des Schriftstellers Federico Gamboa.
José María Gamboa studierte Rechtswissenschaft, war Zivilrichter und arbeitete als Escribiente am Gericht.
José María Gamboa war 1899 Staatssekretär in der Secretaría de Relaciones Exteriores.
Ein Amt, das im Porfiriat auch Oficial mayor de la Secretaría de Relaciones Exteriores genannt wurde.
| Vorgänger               | Amt                                                                                               | Nachfolger                |
| ----------------------- | ------------------------------------------------------------------------------------------------- | ------------------------- |
| Francisco Serapio Mora  | mexikanischer Botschafter in Caracas Sitz Santiago de Chile 13. Juni 1901 bis 15. September 1903  | Miguel Covarrubias Acosta |
| Leonardo López Portillo | mexikanischer Botschafter in Bogotá Sitz Santiago de Chile 30. Juli 1902 bis 15. September 1903   | Miguel Covarrubias Acosta |
| Leonardo López Portillo | mexikanischer Botschafter in Santiago de Chile 30. Juli 1902 bis 15. September 1903               | Manuel Barreiro y Vallejo |
| Francisco Serapio Mora  | mexikanischer Botschafter in la Paz Sitz Santiago de Chile 13. Januar 1903 bis 15. September 1903 | Miguel Covarrubias Acosta |
| Leonardo López Portillo | mexikanischer Botschafter in Quito Sitz Santiago de Chile 13. Januar 1903 bis 15. September 1903  | Miguel Covarrubias Acosta |
| Leonardo López Portillo | mexikanischer Botschafter in Lima Sitz Santiago de Chile 13. Januar 1903 bis 15. September 1903   | Miguel Covarrubias Acosta |